# Grímsstaðir
Koordinaten: 65° 38′ 31,9″ N, 16° 7′ 13,1″ W
Grímsstaðir (á Fjöllum) ist eine Siedlung im Nordosten von Island in der Gemeinde Norðurþing.
Als die Ringstraße  noch nicht asphaltiert war, war Grímsstaðir der erste Ort, den man östlich der Brücke über die Jökulsá á Fjöllum erreichte.
Jetzt verläuft diese Straße über 3 km westlich und die alte Straße gehört zum Hólsfallavegur  die die Ringstraße mit dem Norðausturvegur verbindet und östlich am Dettifoss vorbeiführt.
Von hier aus wurde die Fähre über die Jökulsá á Fjöllum betrieben, bevor 1947 die Brücke fertiggestellt wurde.
Seit 1907 wird in Grímsstaðir eine Wetterstation betrieben.
Am 21. Januar 1918 wurden sowohl hier als auch in Möðrudalur −38 °C gemessen, die tiefste je im Land gemessene Temperatur.
Im Jahr 2014 wollte ein chinesischer Investor große Teile von Grímsstaðir kaufen, um ein Luxushotel zu errichten, was aber die isländischen Gesetze nicht zulassen.
In der Siedlung wurden auch Unterkünfte für Touristen geschaffen.
2016 ist das Gebiet an den britischen Milliardär Jim Ratcliffe verkauft worden.
Der neue Besitzer will das Land nicht nutzen, sondern in seinem jetzigen Zustand erhalten.